# Mazarinstenen
Mazarinstenen (engelska: The Adventure of the Mazarin Stone) är en av Sir Arthur Conan Doyles 56 noveller om detektiven Sherlock Holmes. Novellen publicerades ursprungligen i The Strand Magazine och återfinns i novellsamlingen The Case-Book of Sherlock Holmes. Boken är skriven i tredje person vilket är ovanligt för novellerna om Holmes. Det är enbart denna och "Hans sista bragd" som är skrivna på det sättet.

## Filmatiseringar
I Granadas TV-serie om Sherlock Holmes slogs denna historia ihop med Tre herrar Garrideb. Historien gjordes också om så att Mycroft Holmes handhar fallet i filmatiseringen.